# Frászkarika 2. (film, 2013)
A Frászkarika 2. (eredeti cím: Fright Night 2: New Blood) 2013-ban bemutatott amerikai horror-vígjáték, melyet Eduardo Rodríguez rendezett. Ez a folytatása a 2011-ben bemutatott Frászkarika című filmnek, melyben Colin Farrell alakítja a gonosz vámpír szerepét. 
Az Amerikai Egyesült Államokban 2013. október 31-én jelent meg DVD-n.

## Cselekménye
Charley Brewster, Ed Bates és Amy Peterson Romániába utaznak cserediákként, ahol Charley megpróbál kibékülni Amyvel, miután ő megcsalta egy másik lánnyal. Az első éjszakán a szállodában, Charley látja, hogy az utca túloldalán fekvő épület ablakában egy nő kiszívja egy másik nő nyakát. Arról a nőről kiderül később, hogy a kurzus egyik főiskolai tanára, Gerri Dandridge (Jaime Murray) aki a román történelem és kultúrát fogja nekik tanítani.
Míg az osztály turnét tart az egyik közeli várhoz, Charley és Ed leszakad a csoporttól, majd Charley meglátja Gerrit, ahogyan elcsábít egy másik diákot. Később feltűnik, hogy a tanuló hiányzik. Azon az éjszakán Ed elsettenkedik, míg Charley látja Gerrit, hogy a holttestet beteszi a kocsijába. Ahogy elhajt, a fiú átmegy az otthonába, és egy rituális szobát talál áldozatokkal és koporsóval. Gerri visszatér egy fiatal nővel, akinek a vérét "kiengedi"; Gerri megfürdik a vérében és helyreállítja fiatalos megjelenését. Miután a szertartást befejezte, kiszúrja, hogy Charley az egyik koporsóban bujkál. Sikerül neki megszöknie.

## Szereplők
| Színész               | Karakter             | Magyar hang        |
| --------------------- | -------------------- | ------------------ |
| Will Payne            | Charley Brewster     | Markovics Tamás    |
| Jaime Murray          | Gerri Dandridge      | Pikali Gerda       |
| Sean Power            | Peter Vincent        | Varga Gábor        |
| Sacha Parkinson       | Amy Peterson         | Bogdányi Titanilla |
| Chris Waller          | Gonosz" Ed Bates     | Czető Roland       |
| Alina Minzu           | Shayla Sunshine      | ?                  |
| Constantin Barbulescu | Constantin felügyelő | ?                  |